# The College Widow (1915)
The College Widow é um filme mudo estadunidense de 1915, do gênero comédia dramática, dirigido por Barry O'Neil, e estrelado por Ethel Clayton. O roteiro de Clay M. Greene foi baseado na peça teatral homônima de 1904, de George Ade. É considerado um filme perdido.
O filme foi a primeira adaptação cinematográfica da história de Ade, que estava sendo apresentada na Broadway no ano do lançamento da produção. Outras adaptações cinematográficas conhecidas da mesma história são "The College Widow" (1927), estrelada por Dolores Costello; "Maybe It's Love" (1930), estrelada por Joan Bennett; e "Freshman Love" (1936), estrelada por Patricia Ellis.

## Elenco
- Ethel Clayton como Jane Witherspoon
- George Soule Spencer como Billy Bolton
- Charles Brandt como Dr. Witherspoon
- Edith Ritchie como Sra. Dalzelle
- Ferdinand Tidmarsh como Jack Larrabee
- Howard Missimer como Matty McGowan
- Clarence Elmer como Stub Talmadge
- Peter Lang como Hiram Bolton
- George Clarke como Murphy Silencioso
- Joseph Kaufman como Tom Pierson